# De Witte Leeuw
De Witte Leeuw is een rijksmonument in Zwolle.
Het gebouw staat aan de Diezerstraat 58 en is in 1666 gebouwd om dienst te doen als bierbrouwerij (dit is te zien aan de gebeeldhouwde biervaten aan weerszijden van de dakkapel.) en woonhuis in opdracht van bierbrouwer Albert Brouwer. Het is ontworpen en gebouwd in de classicistische stijl door stadsbouwmeester Abraham de Cock, die ook de Grote Kerk na een brand door blikseminslag gerepareerd heeft.
Al in 1560 was er een bierbrouwerij in Zwolle met de naam ‘de Witte Leeuw'. Waarschijnlijk stond die bierbrouwerij niet ver van deze vandaan. Het is niet helemaal zeker tot wanneer 'de Witte Leeuw' als bierbrouwerij heeft bestaan, maar vanaf ongeveer 1820 kwam er de likeurstokerij Doyer & van Deventer in het pand. In 1873 verhuisde deze stokerij naar de Oude Vismarkt, dus moest er een nieuwe gebruiker worden gevonden.
In 1900 werd de winkelpui in neorenaissancistische stijl verbouwd omdat er een nieuwe winkel in kwam, de bont- en hoedenwinkel van Ad(am) Hendriksen. Eerst had deze winkel aan de Roggestraat gezeten, maar op die plek zou de Nieuwe Sint-Michaëlskerk worden gebouwd, dus moest hij uitwijken naar een andere plek. Na ongeveer 10 jaar kreeg hij dit pand toegewezen. Hij liet zijn naam en ook het woord ‘hofleverancier' boven de ingang zetten. Ook heeft de winkel een tijdje bestaan uit twee panden, nr. 58 en 56. In 1986 liep het nog voorspoedig met de hoedenzaak, maar drie jaar later werd de winkel gesloten. Nu zit er een vestiging van parfumketen ICI PARIS XL in het pand.

## Voorgevel
In de voorgevel zitten een aantal elementen verwerkt die een speciale betekenis hebben.
Boven de ingang staat de naam van de op een na laatste gebruiker, Ad Hendriksen. Boven die naam staat het koninklijke wapen en de vermelding hofleverancier. Daarboven loopt een fries. In dat fries staat de naam van het pand in gouden letters.
Onder het middelste raam van de 1e verdieping is te zien waarom het pand 'de Witte Leeuw' heet. Er staat namelijk een witte leeuw. De leeuw heeft een blauwe bal onder z'n klauw liggen. Dit is een verwijzing naar de bijnaam van de Zwollenaren, te weten Blauwvingers.
Onder het tweede en vierde raam op de tweede verdieping zijn de familiewapens van beide families (het familiewapen van Brouwer, en het familiewapen van de familie van zijn vrouw) weergegeven.
Als afscheiding tussen de tweede en derde verdieping is een kroonlijst (met daaraan blokjes), ook wel tandlijst, gebruikt.
Op de derde verdieping is een dakkapel te zien. Hierin is ook een classicistisch element verwerkt, namelijk een fronton. Naast het raam zijn twee biervaten te zien, waaruit de vroegere functie van het gebouw ontleed kan worden.